# Dato Chudzjadze
David "Dato" Chudzjadze (georgiska: დათო ხუჯაძე, ryska: Дато Худжадзе) född 1975 i Tbilisi, är en georgisk popsångare som är populär i Israel och Ryssland, och före detta politiker. Chudzjadze har varit aktiv sedan tidigt 1990-tal då han var medlem i de georgiska popbanden Flash och Sahe. År 2000 inledde han sin solokarriär. 2002 släppte han sitt första album "I want you to want this" och sedan sitt andra “I don't want to hurt you".
2005 släppte han albumet "Sand Dream" som inkluderade 16 låtar och 2 videor, däribland den prisbelönta videon till låten "Sand Dream" (Mahindji Var). Dato hade också en kort politisk karriär inom den forne georgiske presidenten Eduard Shevardnadzes regering. Han tjänstgjorde i det georgiska parlamentet, men hans politiska karriär slutade med rosenrevolutionen, som störtade Shevardnadze och tog Micheil Saakasjvili till makten.

## Priser och utmärkelser
Chudzjadze har också vunnit ett flertal priser och utmärkelser:
- Grand prix på Slavianskij Bazaarfestivalen 2000
- Grand prix på Black Music Festival i Moskva
- Publikens pris vid Voice of Asia festivalen i Almaty
- Duett med den amerikanske rapparen Coolio och hans band "Manhattan Transfer" vid deras konsert i Tbilisi
- Flera gånger utnämnd till "Årets sångare" i Georgien
- Musikvideon till "Mahindji Var", Sand Dream, producerad av ParanoiaFilm blev pristagare i den 15:e Moscow International Advertising Festival, den deltog i en utom tävlan-version av programmet Cannes Lions-festivalen och i New Yorks film- och videofestival.